# Ubitačno učilište
Ubitačno Učilište peti je roman u seriji Niz nesretnih događaja. Autor je Daniel Handler pod pseudonimom Lemony Snicket. Peta knjiga izdana je 30. kolovoza 2000. godine.

## Radnja
Knjiga počinje s Gospodinom Poeom koji vodi djecu u njihov novi dom, školu Prufrock. Violeta, Klaus i Sunčica odmah upoznaju groznu djevojku Carmelitu Spats koja ih nazove slatkošnjofima. Gospodin Poe im reče da otiđu do ureda zamjenika ravnatelja Nerona. Na putu u njegov ured siročad primijeti školski moto: Memento mori (Sjeti se smrti).
Ubrzo upoznaju zamjenika ravnatelja Nerona koji im objasni da će školski kompjutorski sistem prepoznati Grofa Olafa čim se približi školi. Također im objasni kako će, za razliku od drugih učenika koji spavaju u udobnim sobama, siročad morati spavati u kolibi napravljenoj za siročad. Neron misli da je to genijalna zamisao. Također misli i da predivno svira violinu, a zapravo je arogantan i tjera učenike da dolaze na njegove duge koncerte i slušaju ga. A ako netko ne dođe mora mu kupiti veliku vreču slatkiša i gledati ga kako je on jede.
Violeta, Klaus i Sunčica dolaze do kolibe koja je u raspadnom stanju i u kojoj žive rakovi, a tapete su skoro potpuno odlijepljene. Nakon toga odlaze na ručak gdje ih posluže dvije žene s metalnim maskama na licima.
Carmelita Spats im se opet počne rugati kada siročad pokuša sjesti, no spašavaju ih blizanci Duncan i Isadora Quagmire koji im se pridruže za ručkom. Oni im objasne kako su nekada bili trojke dok im roditelji zajedno s bratom Quigleyem nisu poginuli u požaru. Baudelairovi suosjećaju jer su i njihovi roditelji poginuli na isti način. Quagmireovi i Baudelairovi postaju dobri prijatelji. Isadora voli pisati pjesme, a Duncan voli istraživati i sve zabilježavati u svoju bilježnicu.
Violetin učitelj, gospodin Remora, priča kratke dosadne priče dok jede bananu, a djeca moraju sve zabilježavati. Klausova učiteljica je Gospođa Bass koja je opsjednuta mjerenjam i stalno daje učenicima nove predmete koje će mjeriti. Pošto škola nema odjel za bebe,Sunčica postaje Neronova pomoćnica.
Ubrzo upoznaju trenera Genghisa koji nosi turban na glavi. Baudelairovi ga odmah prepoznaju kao Grofa Olafa, ali nitko im ne vjeruje. Za vrijeme Neronovog šestosatnog koncerta siročad Baudelaire se dogovori da će otići do Neronovog ureda i sve mu objasniti. No kada to pokušaju trener Genghis ih prekine.
Za vrijeme ručka Carmelita Spats uruči Siročadi poruku od trenera Genghisa da pred zalazak sunca dođu na veliki travnjak. Olaf ih tada nagovori da na crtaju krug po kojem ce trčati po posebnom trčačkom programu koji se zove Brzina za osirotjele limače ili kraće BOL.
Zbog svakodnevnog trčanja siročad ne može učiti i zbog toga pada na ispitima,a Sunčica ne može više izrađivati spajalice za Nerona. Neron im zaprijeti ako ne prođu idući test da će ih izbaciti da će dati Sunčici otkaz.Zato se Baudelairovi dogovore s Quagmireovima da će ih oni zamijeniti tako da siročad Baudelaire može učiti. Isadora i Duncan Quagmire se preruše u Baudelairove i Sunčicu zamjene za vreću brašna.
Nakon dugog učenja profesori i Neron dolaze do kolibe u kojoj stanuju Baudelairovi da ih ispitaju,a Sunčici daju zadatak da spaja papire.Grof Olaf otkrije da je Sunčica zapravo vreča brašna kada je pokuša udariti.Nakon toga razotkrije Quagmireove i da im zadatak da rade u kantini.
Nakon toga dolazi gospodin Poe. Baudelairovi mu pokušavaju objasniti što se dogodilo ali opet im nitko ne vjeruje. No kada krenu potražiti Olafa vide ga kako bježi i otima Quagmireove. Dvije žene s metalnim maskama su zapravo dvije Olafove pomoćnice s bijelim licima. Baudelairovi trče za autom u kojem su njihovi prijatelji. Ne uspijevaju ih sustignuti ali čuju kako Duncan viče o nečemu strašnom što su otkrili dok su istraživali o grofu Olafu. Nakon toga još vikne U.D.V. (V.F.D. na engleskom). Nakon toga mu jedna od dvije žene prekrije usta. Roman završava s uplakanim Baudelairovima koji obećaju da će jednom otkriti što U.D.V. znači i da će spasiti svoje prijatelje.